# Дата валютування
Дата валютування — дата виконання умов угоди (тобто дата фізичної поставки грошових коштів згідно з її умовами).
Для безготівкових конверсійних операцій дата валютування означає календарне число, в яке проведений реальний обмін грошових коштів у вигляді отримання купленої валюти та поставки проданої валюти контрагентові угоди. Для кредитно-депозитних операцій датою валютування буде дата надання кредиту, тобто дата надходження коштів на рахунок позичальника. А датою закінчення депозиту (maturity date) служить дата повернення основної суми за депозитом і відсотків по ньому на рахунок кредитора.
Порядок застосування Д. в. для банків встановлюється Національним банком. Порядок застосування Д. в. в небанківській платіжній системі визначається правилами платіжної системи.